# Église Saint-Nicomède de Mayence
L’église Saint-Nicomède de Mayence est l'une des premières églises de Mayence. Plus tard, une communauté de femmes monastiques et la communauté de Saint-Nicomède sont dissoutes en 1604 et intégrées dans l'abbaye Saint-Jacques de Mayence.

## Histoire
L'initiative de la fondation de l'église est attribuée à Bothadus, l'un des premiers évêques tangibles de Mayence figurant sur les premières listes épiscopales du Moyen Âge. L'église s'appelle « in monte Martis » (plus tard « in monte S. Jacobi », aussi « in monte specioso »), près du cénotaphe de Drusus, « en l'honneur de notre Seigneur Jésus-Christ ». Plus tard, le patronage est à Saint Nicodème, prêtre martyr du IIe siècle, vénéré par le pape Boniface V. L'église Saint-Nicomède est mentionnée en 765 dans le voisinage de l'abbaye de Fulda. En 1017, l’église, qui avait déjà eu un don par Pépin de Herstal, reçoit une nouvelle donation. L'équipement relativement étendu de Saint-Nicomède indique que cette église ne peut avoir été conçue que comme un monastère. Ainsi, elle aurait été le premier monastère réformé par Colomban de Luxeuil à Mayence. Le jésuite Nicolaus Serarius rapporte dans son œuvre Moguntiacarum Rerum un emplacement situé en face de la Porta Gentilium de Mogontiacum. Ainsi, Saint-Nicomède devait se situer sur la via sepulcrum.